# Adalnot
Adalnot ist ein alter männlicher Vorname.

## Herkunft und Bedeutung
Adalnot setzt sich aus den folgenden althochdeutschen Begriffen zusammen:
- adal (edel, adlig, vornehm)
- nôt (Mühe, Drangsal, Kampf)

## Varianten
- Adelnot (Nebenform)
- Alnot (Kurzform)